# SZTAKI Desktop Grid
SZTAKI Desktop Grid è un progetto di calcolo distribuito per cercare matrici di 11×11 che hanno condizioni necessarie e sufficienti a generare un sistema di numeri. Il progetto è gestito dall'Accademia delle scienze ungherese.

## Utilità future
Oltre agli scopi prettamente matematici, i risultati di questo progetto potrebbero essere utilizzati in crittografia e per la generazione di frattali.

## Successi
Il 19 ottobre 2006 il progetto contava 12.710 iscritti, e una potenza di 726.677 GFlop/s.

## Software
La parte di calcolo è svolta da un software che utilizza la struttura del Berkeley Open Infrastructure for Network Computing ed è usabile su GNU/Linux, macOS e Microsoft Windows.